# Astragalus kermanschahensis
Astragalus kermanschahensis är en ärtväxtart som beskrevs av Joseph Friedrich Nicolaus Bornmüller. Astragalus kermanschahensis ingår i släktet vedlar, och familjen ärtväxter. Inga underarter finns listade i Catalogue of Life.